# Dead City Radio
Dead City Radio je studiové album amerického spisovatele Williama S. Burroughse, vydané v srpnu 1990 u vydavatelství Island Records. Věnováno bylo aktivistovi Keithu Haringovi. Burroughs zde recituje a hudebně jej doprovází řada různých hudebníků, jako jsou John Cale, Sonic Youth nebo Donald Fagen. Skladba „Ah Pook the Destroyer“, k níž složil hudbu John Cale, byla později použita v animovaném filmu Ah Pook Is Here, kde rovněž recituje Burroughs.

## Seznam skladeb
Autorem všech textů je William S. Burroughs, autoři hudby jsou uvedeni.
| Pořadí | Název                                                                              | Hudba                                              | Délka |
| ------ | ---------------------------------------------------------------------------------- | -------------------------------------------------- | ----- |
| 1.     | William's Welcome (What Are You Here For?) (feat. Sonic Youth)                     | Lenny Pickett                                      | 2:03  |
| 2.     | A Thanksgiving Prayer                                                              | Frank Denning                                      | 2:22  |
| 3.     | Naked Lunch Excerpts (You Got Any Eggs for Fats?)/Dinner Conversation (The Snakes) | Frank Denning                                      | 7:16  |
| 4.     | Ah Pook the Destroyer/Brion Gysin's All-Purpose Bedtime Story (feat. John Cale)    | John Cale                                          | 2:46  |
| 5.     | fter-Diner Conversation (An Atrocious Conceit)/Where He Was Going                  | Frank Denning                                      | 11:40 |
| 6.     | Kill the Badger!                                                                   | Buryl Reed                                         | 2:42  |
| 7.     | A New Standard by Which to Measure Infamy (feat. Donald Fagen)                     |                                                    | 1:47  |
| 8.     | The Sermon on the Mount 1                                                          | Lenny Pickett                                      | 1:30  |
| 9.     | No More Stalins, No More Hitlers (feat. John Cale)                                 | John Cale                                          | 1:00  |
| 10.    | The Sermon on the Mount 2                                                          | Lenny Pickett                                      | 1:22  |
| 11.    | Scandal at the Jungle Hiltons (feat. Allen Ginsberg)                               |                                                    | 1:41  |
| 12.    | The Sermon on the Mount 3                                                          | Lenny Pickett                                      | 1:23  |
| 13.    | Love Your Enemies (feat. John Cale)                                                | John Cale                                          | 1:13  |
| 14.    | Dr. Benway's House (feat. Sonic Youth)                                             |                                                    | 0:40  |
| 15.    | Apocalypse                                                                         | Bill Giant, Eugene Cines, Frank Denning, Ray Ellis | 9:05  |
| 16.    | The Lord's Prayer (feat. Chris Stein & Sonic Youth)                                |                                                    | 0:45  |
| 17.    | Ich bin von Kopf bis Fuß auf Liebe eingestellt                                     | Friedrich Hollander                                | 2:30  |